# فين روس
فين روس (بالإنجليزية: Finn Ross)‏ هو مصور فيديو ‏ بريطاني، ولد في 1982 في أبردين في المملكة المتحدة.

## وصلات خارجية
- فين روس على موقع قاعدة بيانات برودواي على الإنترنت (الإنجليزية)